# Vieni via con me (Sempre Noi)
Vieni via con me... è il quarto album pubblicato dal gruppo musicale Sempre Noi, nel 2001.
L'album contiene undici brani, di cui tre inediti, mentre gli altri sono cover di canzoni dei Nomadi.

## Tracce
1. Vieni via con me
2. Senza discutere
3. Voglio ridere
4. Perfetta fusione
5. Naracauli
6. Mamma giustizia
7. Blow you wind of change
8. Ala bianca
9. Jenny
10. Io vagabondo
11. Il paese

## Formazione
- Chris Dennis - violino, flauto, tastiere, voce
- Paolo Lancellotti - batteria, percussioni, voce
- Joe Della Giustina - basso, voce
- Luca Zannoni - tastiere, voce
- Dade Bazzoni - voce
- Napo Preti - chitarre, voce